# Pterocles burchelli

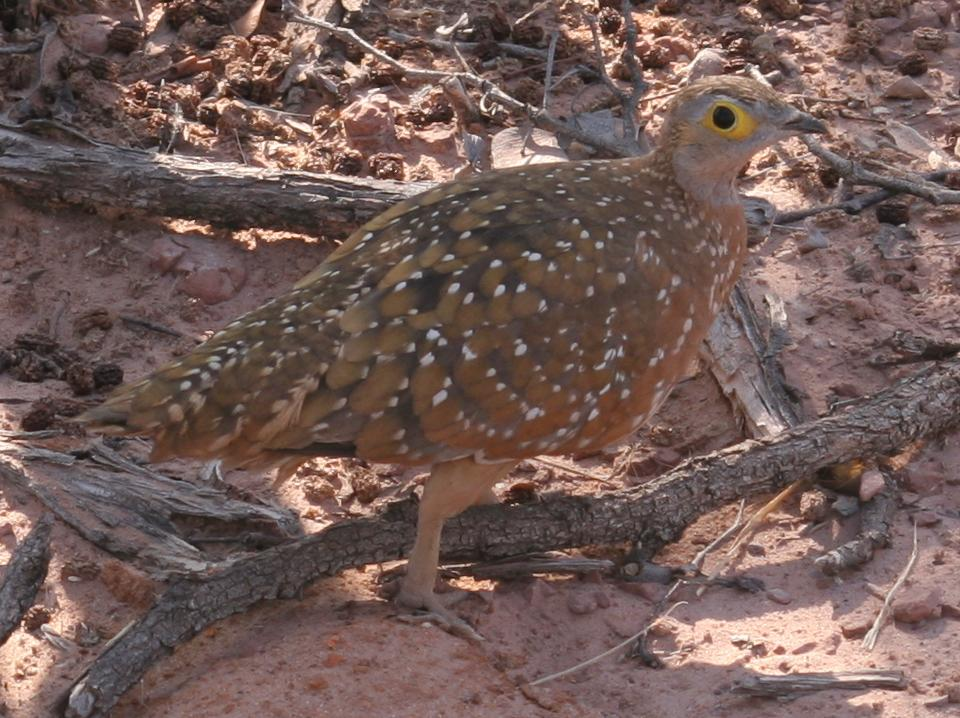
Ejemplar encontrado en un sendero.

La ganga goteada (Pterocles burchelli) es una especie de ave pteroclidiforme de la familia Pteroclididae.
Se encuentra en las regiones áridas y semiáridas del sur de África. El nombre de esta ave conmemora el naturalista inglés William John Burchell.

## Descripción
La especie es un pájaro rollizo, con un tamaño aproximado al de una paloma con una pequeña cabeza y patas cortas. El ojo está rodeado de piel amarilla desnuda, las mejillas y la garganta son de color gris y el cuerpo es de color marrón claro, moteada con sombras más oscuras y manchas blancuzcas. El macho crece hasta unos 25 cm (10 pulgadas) de largo y la hembra es un poco más pequeña.

## Distribución y hábitat
La ganga goteada se encuentra en Angola, Namibia, Botsuana, Zambia, Zimbabue y Sudáfrica. Normalmente es un ave residente pero se desplaza de forma limitada en función de la disponibilidad de agua y semillas que come principalmente. Está muy extendida y es común en la mayor parte de su distribución. Frecuenta las zonas con hierba áspera y matorrales, especialmente en arena roja del Kalahari y ha sido capaz de ampliar su gama debido a la mayor disponibilidad de agua después del hundimiento de pozos por los agricultores.

## Reproducción
Es un ave monógama y se reproduce durante la estación seca, entre abril y octubre. El nido está hecho en una depresión poco profunda en el suelo —en ocasiones, oculta entre matas de pasto o debajo de un arbusto—. Está rodeaco con algunos fragmentos de vegetación seca y la hembra pone dos, o generalmente tres, huevos. Ambos padres incuban los huevos y los polluelos son precoces cuando salen del cascarón,  capaces de correr detrás de las aves adultas. Ambos padres cuidan de los jóvenes y, como en otras especies de gangas, lleva el agua hacia ellos absorbida en las plumas especialmente adaptadas que recubren los pechos de los padres.